# 피시는 사춘기
피시는 사춘기(Go Fish)는 2001년 6월 19일부터 7월 3일까지 방영된 미국 ABC 드라마이다.

## 방송 시간
| 방송 채널 | 방송 기간                  | 방송 시간                                 |
| --------- | -------------------------- | ----------------------------------------- |
| KBS 2TV   | 2003년 2월 17일 ~ 2월 21일 | 월요일 ~ 금요일 오전 11:45 ~ 12:15 (30분) |

## 한국판 성우진(KBS)
- 김일 - 피시(키런 컬킨)
- 김승준 - 피트(윌 프리들)
- 김지혜 - 로라(캐시 도)
- 장광 - 아빠(조 플래허티)
- 차명화 - 엄마(몰리 치크)
- 윤세웅 - 해저드(테일러 핸들리)
- 이장원 - 크랙(데이비드 모어랜드)
- 문선희 - 제스(캐서린 엘리스)
- 홍승섭 - 어니(앤디 딕)
- 이호인 - 하디(데이빗 모어랜드)